# Lennart Johansson (hockeista su ghiaccio)
Rolf Lennart Johansson (Sundsvall, 7 giugno 1941 – Gävle, 23 ottobre 2010) è stato un hockeista su ghiaccio svedese.

## Palmarès

### Olimpiadi invernali
- 1 medaglia:
  - 1 argento (Innsbruck 1964)